# شوراب (بلخ)
شوراب (به لاتین: Shurab) یک منطقهٔ مسکونی در افغانستان است که در ولایت بلخ واقع شده‌است.